# 岑炯昌
岑炯昌（？—？），贵州独山人，中国近代政治人物。军官出身。
民国12年（1923年），擔任中华民国遵义府婺川縣縣長。后由張鴻勛接任。